# Josh Mathews
Josh Lomberger (25 de noviembre de 1980-) es un presentador, anunciador, y exluchador profesional, con su nombre artístico Josh Mathews. Trabajó en la WWE cómo comentarista de WWE SmackDown y WWE Superstars. Además trabajó también tras bastidores como entrevistador de la marca WWE Raw.
Actualmente es comentarista de la empresa Impact Wrestling.

## Carrera

### Tough Enough y promociones independientes (2001-2002)
Josh era un finalista con Maven y Nidia en la primera edición de WWE Tough Enough en 2001. A pesar de ser pequeño, Josh celebró su primera victoria, impresionando a los entrenadores Al Snow y Tazz con su compromiso de trabajar en la empresa. A pesar de no ganar el Tough Enough, él estuvo en la World Wrestling Entertainment como no luchador.
Después del Tough Enough, Lomberger decidió tener su circuito independiente en X Wrestling Federation, con el actual miembro del WWE Hall of Famer Jimmy Hart.

### World Wrestling Entertainment / WWE (2002-2014)
Josh debutó en la WWE como anunciador de ring y entrevistador de la marca SmackDown! y WWE Velocity.

#### Experiencia como luchador (2004)
En el año 2004 Mathews pidió temporalmente ser luchador de SmackDown! cuando John "Bradshaw" Layfield golpeó a Mathews por no mostrarle respeto a Orlando Jordan en su entrevista. Luego, después Booker T aceptó ser compañero de equipo en una lucha del episodio de SmackDown!. Él y Booker T ganaron la lucha.
Mathews fue atacado por Orlando Jordan y le pidió al Gerente General Theodore Long que tuviera una lucha mano a mano. Booker T estaba fuera del ring durante la lucha de Mathews, y JBL sin dudarlo, le pidió a Booker T para que luchara en Survivor Series. Mathews ganó la lucha con considerable ayuda de Booker T. Luego en Survivor Series, Mathews ayudaba a Booker T en la lucha por el WWE Championship pero Booker recibió un Clothesline From Hell de JBL y ganó el combate.

#### Fin de la carrera como luchador (2005)
El 31 de marzo de 2005, en el episodio de Friday Night SmackDown! Mathews fue atacado por Kurt Angle. Mathews estaba poseído (Kayfabe) por The Undertaker en la edición del 9 de diciembre de 2005 en Friday Night SmackDown! durante su entrevista con Randy Orton.
En Armageddon 2005, Josh entrevistó al antiguo árbitro de la WWE Tim White de que hubiera un Hell in a Cell match durante la noche. En la entrevista, White explicó que el combate cualquier superestrella podría lesionarse. White intentó de hacer el "suicidio", pero no dio resultado. Esto se inició en una entrevista exclusiva de WWE.com llamada "Lunchtime Suicide" cuando White trató de "suicidarse" de manera diferente cada semana, mientras que Mathews trataba de detenerlo. En el episodio final, White, durante la fiesta de "Celebración de Vida", disparó una escopeta.

#### Comentarista (2006-2009)
Mathews fue todavía visto en las ediciones de The WWE Experience, y WWE After Burn y como comentarista en la Florida Championship Wrestling. Fue invitado en WWE Fantasy Weekly Webcast por 3 semanas de la temporada 8 de WWE Fantasy Salary Cap game. Fue sustituto de Todd Grisham en el verano de 2006 en el episodio de Raw. Él fue entrevistador de los PPV de la WWE y comentarista de Heat hasta que fue cancelado en marzo de 2008. Fue invitado de los segmentos de WWE.com y dijo que será comentarista de la ECW reemplazando a Jack Korpela. Cuando Todd Grisham era todavía comentarista de la ECW, Mathews lo reemplazó como entrevistador de RAW.

#### ECW (2009-2010)
El 7 de abril de 2009, en el episodio de la ECW, Mathews fue asignado como comentarista, sustituyendo a Todd Grisham quien fue trasladado a SmackDown después de que Tazz se fuera de la WWE. Cuando agregaron a Mathews como comentarista de la ECW, junto con su compañero Matt Striker son los que representan la marca y también WWE Superstars todas las semanas desde su inicio el 16 de abril de 2009.

#### Alianza con Jerry Lawler, Booker T y Jim Ross y feudo con Michael Cole (2010-2011)
Después de que cancelaran la ECW, Mathews se hizo comentarista de la NXT. En el episodio de SmackDown del 9 de abril, Mathews fue atacado por Dolph Ziggler en su entrevista con él. El 10 de diciembre, Mathews oficialmente reemplazó a Todd Grisham como comentarista de la marca SmackDown, junto con Michael Cole. El 4 de febrero de 2011, en el episodio de SmackDown, Mathews y Cole se unieron con Booker T, formando un grupo de tres comentaristas en el programa. El 8 de marzo, en el episodio de NXT, Mathews fue reemplazado por William Regal para él fuera comentarista de la quinta temporada de este programa. Durante el feudo de Jerry Lawler contra Michael Cole, Mathews algunas veces trabajó como comentarista de la marca RAW. El 3 de abril, en WrestleMania XXVII, estuvo como comentarista invitado entre la lucha de Jerry Lawler contra Michael Cole. Después de esta, celebró junto con Booker T pero ambos recibieron un 'Stone Cold Stunner' por parte de Steve Austin.
Debido a que Michael Cole no podía leer el correo electrónico que mandaba el Gerente General de RAW porque Cole no podía llegar hasta allí porque tendría que acercarse a Lawler y si lo hacía podría tener consecuencias, entonces el encargado de leer el correo lo hacía Mathews. El 25 de abril en RAW, Mathews anunció que Jim Ross y Jerry Lawler harán equipo para enfrentar a Michael Cole y a Jack Swagger en el evento Extreme Rules en un combate Country Whipping Match, lucha la cual ganó Cole y Swagger. El siguiente evento, Over the Limit, Mathews estuvo de comentarista de la lucha entre Lawler contra Cole, durante esta, llegó Bret Hart, y Eve Torres para ayudar a que Cole besara el pie a Lawler. La siguiente noche, en RAW, Mathews volvió a leer el correo del Gerente General, y dijo que The Miz ya no obtendrá una lucha por el Campeonato de la WWE de John Cena.

#### Regreso a ser comentarista de SmackDown y WWE Superstars (2011-2014)
Después de haber terminado el feudo de Jerry Lawler contra Michael Cole, este último se disculpó y el programa volvió a hacer de dos comentaristas. Luego de esto, Mathews volvió a ser entrevistador junto con Scott Stanford de la marca RAW, pero también comentando en otros programas, como SmackDown y Superstars. El 25 de junio fue despedido de la empresa. El 25 de junio de 2014 se informó a través de algunas webs americanas de que Mathews había sido despedido de la WWE, siendo sustituido así del show Money in the Bank por Renee Young.

### TNA / Impact Wrestling (2014-presente)

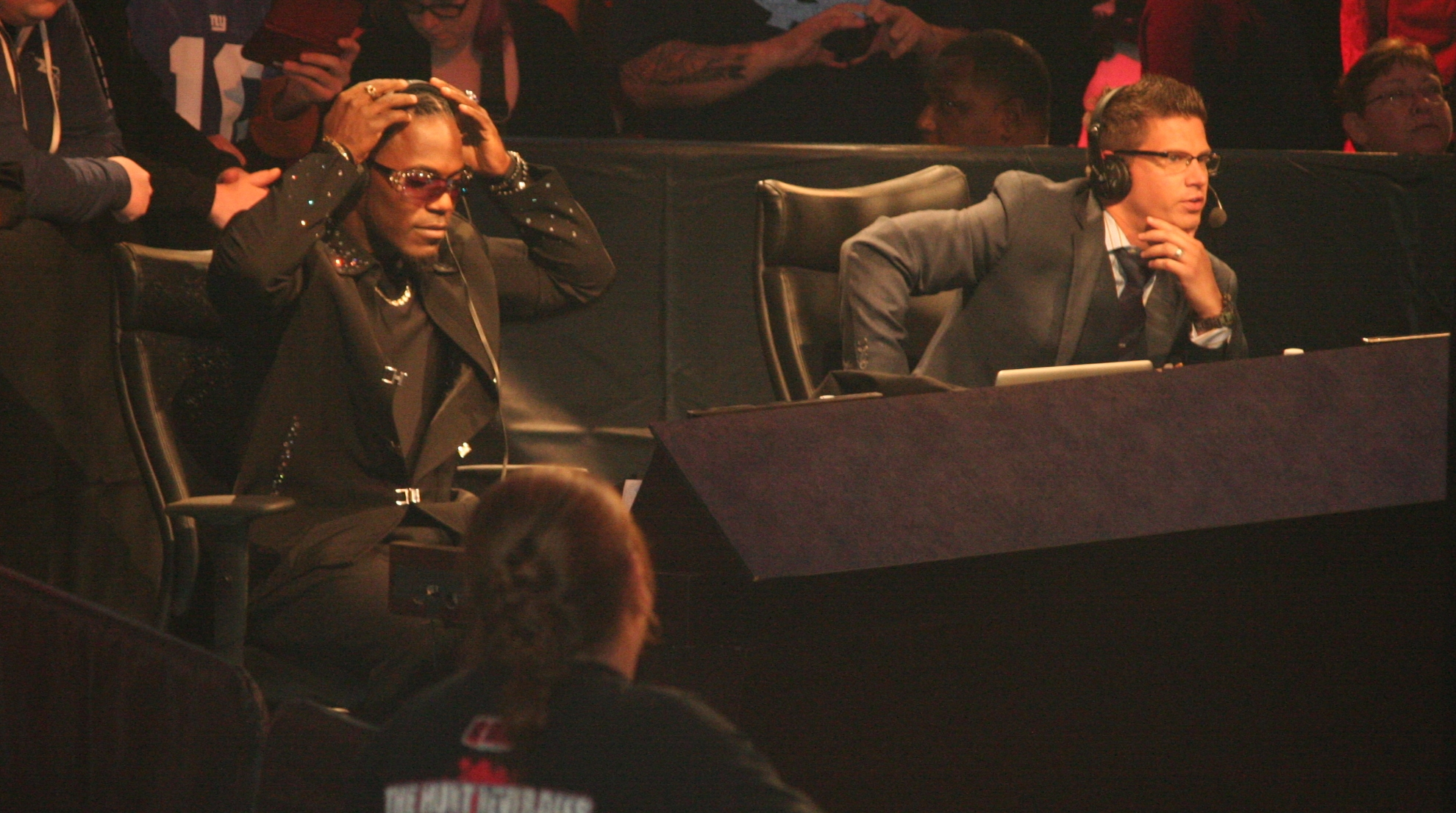
Mathews (derecha) comentando con D'Angelo Dinero en octubre de 2015.

Después de ser liberado de la WWE, se informó que Lomberger había firmado con  Total Nonstop Action Wrestling (TNA) para trabajar en sus oficinas en Nashville.  Durante noviembre y diciembre, Mathews apareció en un episodio de  #ImWithSpud  en el canal de TNA YouTube. En diciembre de 2014, TNA confirmó que Mathews tomaría el lugar de Mike Tenay cuando debutó en Destination America. En enero de 2015, Matthews fue el principal locutor de  Impact Wrestling junto a Taz. El 3 de junio de 2015, D'Angelo Dinero se unió oficialmente a Matthews como su socio de transmisión para  Impact Wrestling . 
En el episodio del 2 de marzo de 2017 de  Impact Wrestling , Matthews convirtió heel esa noche cuando comenzó a favorecer a los luchadores de talón sobre los luchadores de babyface. Continuamente se elogió a sí mismo, y discutió con Dinero a lo largo de la transmisión. En abril, Matthews tuvo una serie de discusiones con Jeremy Borash y los dos comenzaron una acalorada rivalidad que pareció culminar en un combate en el que Borash y Matthews formaron equipos de cuatro luchadores para competir entre sí, con el equipo Matthews. creado terminando en el lado perdedor, lo que significa que ya no sería comentarista principal. Sin embargo, el 21 de abril, Matthews regresó a ringside acompañando a Ethan Carter III, y se unió a Borash y Dinero, proporcionando comentarios, una vez más menospreciando a los luchadores que los fanáticos vitorearon. En Slammiversary XV, Matthews se asoció con Scott Steiner contra su compañero comentarista Borash y  Joseph Park en un esfuerzo de pérdida. El 13 de enero de 2018, Matt Sydal giró y le otorgó su Impact Grand Championship a Mathews, solo para que Sydal dejara caer el cinturón a Austin Aries mientras lo defendía en nombre de Mathews en un Impact Wrestling Taping un día después.

## Campeonatos y logros
- Impact Wrestling
  - Impact Grand Championship (1 vez)

## Vida personal
Josh está casado con la antigua presentadora de la WWE Rue DeBona.

## En lucha
- Movimientos finales
  - Frog splash[1]

- Apodos
  - ""The Future Broski of the Week"" (otorgado por Scott Stanford y Zack Ryder)